# Ehemalige Braunkohle-Abgrabung Ottilie
Das Naturschutzgebiet Ehemalige Braunkohle-Abgrabung Ottilie liegt auf dem Gebiet der Stadt Herzogenrath in der Städteregion Aachen in Nordrhein-Westfalen.

## Lage
Das Gebiet erstreckt sich nördlich der Kernstadt von Herzogenrath und westlich des Herzogenrather Ortsteils Hofstadt. Westlich des Gebietes fließt die Wurm, ein Nebenfluss der Rur, und verläuft die Staatsgrenze zu den Niederlanden, östlich verläuft die Landesstraße L 47. Westlich erstreckt sich das etwa 76,9 ha große Naturschutzgebiet (NSG) Wurmtal nördlich Herzogenrath und nördlich das etwa 24,5 ha große NSG Rimburger Busch und Kanualbusch.

## Bedeutung
Das etwa 20,75 ha große Gebiet wurde im Jahr 2003 unter der Schlüsselnummer ACK-096 unter Naturschutz gestellt. Schutzziele sind
- der Erhalt eines strukturreichen Birken-Eichenwaldes sowie der Hecke und der Baumgruppen,
- die Öffnung des Stollens und Einrichtung als Winterquartier für Fledermäuse sowie
- die Sicherung und Entwicklung einer aufgelassenen Tagebaugrube mit größerem Abgrabungsgewässer.[2]